# Lesnoj Gorodok (stacja kolejowa)
Lesnoj Gorodok (ros. Лесной Городок) – węzłowa stacja kolejowa w miejscowości Lesnoj Gorodok, w rejonie odincowskim, w obwodzie moskiewskim, w Rosji. Węzeł linii Moskwa – Briańsk – Kijów z linią do portu lotniczego Moskwa-Wnukowo.
Stacja Średnicy Kałużsko-Niżegorodskiej – linii moskiewskiej kolei aglomeracyjnej. Dla części składów pasażerskich z Moskwy jest to stacja końcowa.

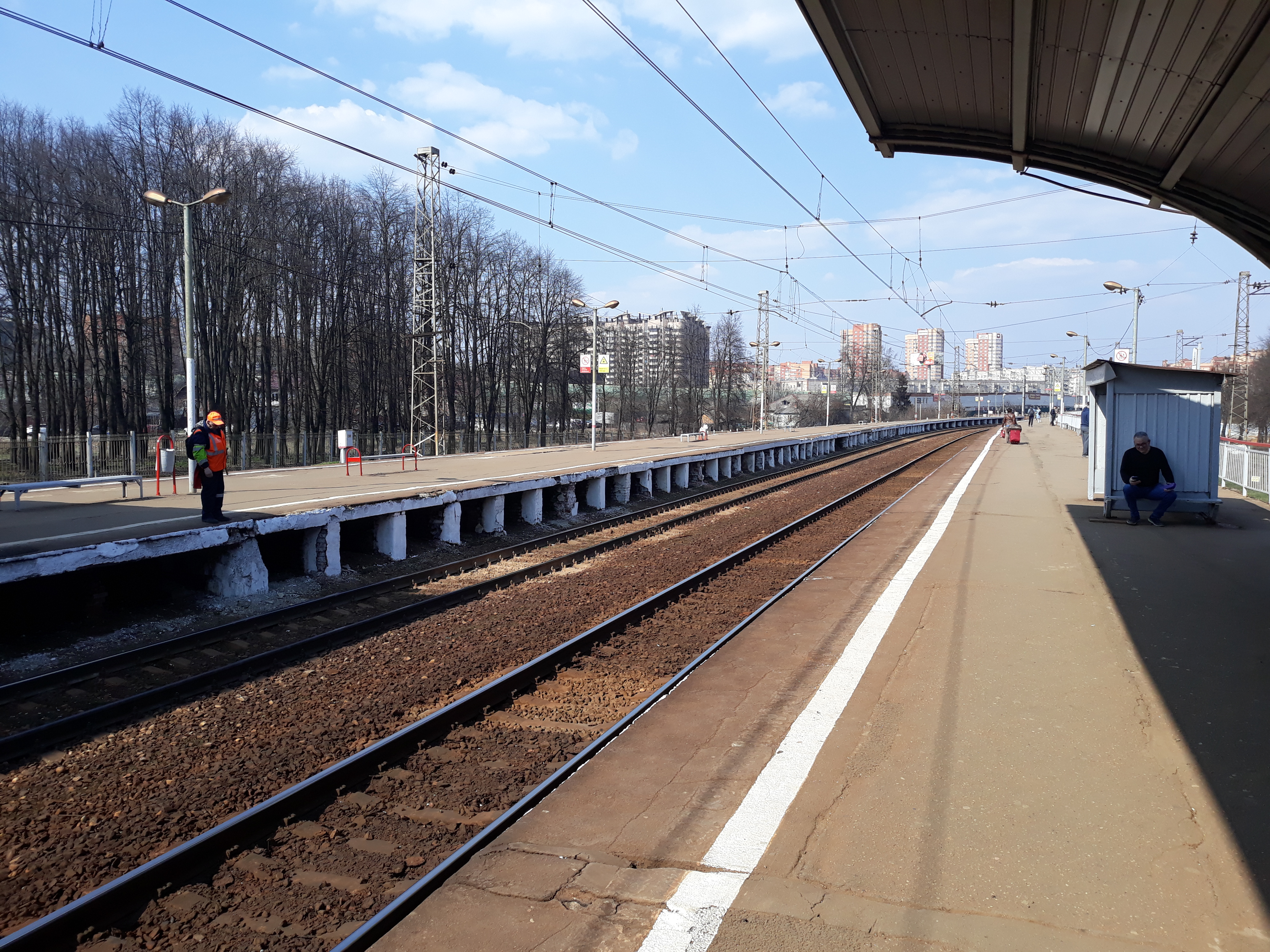
Stacja przed przebudową (2019)